# Макаэ (аэропорт)
Аэропорт Макаэ (порт. Aeroporto de Macaé) (Код ИАТА: MEA) — аэропорт, обслуживающий город Макаэ, Бразилия. Находится в 5 км от центра города.
В 2009 году аэропорт занимал 15-е место в списке с точки зрения авиаперелётов в Бразилии, тем самым аэропорт находится среди самых загруженных аэропортов в стране. 
Управляется компанией Infraero.

## История
История аэропорта начинается в 1960-х годах как аэродрома для гражданской авиации и аэроклуба. В 1980-х годах была проложена взлётно-посадочная полоса, построен перрон и терминал, площадь которого составила 941 м², позволяя аэропорту Макаэ полностью поддержать операции, связанные с бассейном Кампуса. 
Фактически, большая часть его воздушного движения (98 %) связана с вертолётными полётами на нефтяные платформы бассейна Кампуса. 
У перрона аэропорта есть 6 положений для самолёта с неподвижным крылом и 38 положений для винтокрылых летательных аппаратов.

## Авиалинии и направления
Авиалинии, которые работают в Макаэ-РЖ (Macaé-RJ)
- TEAM Transportes Aéreos — Рио-де-Жанейро (Сантос-Дюмон), Витория

Авиалинии, которые прекратили работу
- OceanAir — Рио-де-Жанейро (Сантос-Дюмон), Витория
- Total linhas aéreas — Рио-де-Жанейро (Сантос-Дюмон)
- TRIP Linhas Aéreas — Рио-де-Жанейро (Сантос-Дюмон)

## Данные
Аэропорт
- Площадь: 480.000 м²

Авиационный сектор
- Площадь: 41.000 м²

Пассажирский терминал
- Площадь: 941 м²